# 40 Succès en Or
40 Succès en Or è una raccolta postuma della cantante italo-francese Dalida, pubblicata il 7 novembre 1997 da PolyGram.
Possiede quaranta brani celebri della cantante interpretati dal 1956 al 1983 (tenendo conto che La Mamma venne registrato nel 1964 seppur pubblicato soltanto postumo nel 1996).
La particolarità di questo doppio CD digipak è che quasi tutti i brani contenuti al suo interno (tranne cinque) presentano, o all'inizio o alla fine della traccia (oppure anche in entrambi i modi), delle brevi frasi, tratte da interviste e registrazioni varie, pronunciate dalla stessa Dalida.
La raccolta venne pubblicata anche in musicassetta, con un totale di ventisei tracce e con il titolo di Succès en Or (senza il numero 40, a causa del minore contenuto di brani rispetto al doppio CD).
Come per il precedente cofanetto, anche questa compilation ottenne un grande successo, con un totale di più di 300.000 copie vendute e la certificazione disco di platino.
L'album venne anche ristampato nel 2001, con le sole differenze della nuova copertina e del formato di rivestimento, questa volta in jewel case.

## Tracce

### Disco 1
1. Histoire d'un amour
2. Bambino
3. Ciao ciao, bambina
4. Gondolier
5. Les gitans
6. Come prima (Tu me donnes)
7. Romantica
8. Love in Portofino
9. Les enfants du Pirée
10. La danse de Zorba
11. Des millions de larmes
12. Garde-moi la dernière danse
13. Le jour le plus long
14. Chaque instant de chaque jour
15. Que sont devenues les fleurs
16. Nuits d'Espagne
17. Les temps des fleurs
18. Eux
19. Bonsoir mon amour
20. Itsi bitsi petit bikini

### Disco 2
1. Ciao amore, ciao
2. Les grilles de ma maison
3. Salma ya salama
4. Parle plus bas
5. Comme disait Mistinguett
6. Le Lambeth Walk
7. Fini, la comédie
8. Il pleut sur Bruxelles
9. Il venait d'avoir 18 ans
10. La mamma
11. Il faut danser reggae
12. Kalimba de Luna
13. Laissez-moi danser
14. J'attendrai
15. Besame mucho
16. Rio do Brasil
17. Mourir sur scène
18. Paroles, paroles (in duo con Alain Delon)
19. Darla dirladada
20. Gigi l'amoroso (versione in francese)